# Gotthilf Belz
Fred Gotthilf Belz, Pseudonym: Michael Marbach (* 9. September 1905 in Backnang; † 13. Dezember 1999 in Michigan, USA), war ein deutscher Schriftsteller.

## Leben und Wirken
Er war der Sohn von Friedrich Gottlieb Ludwig Belz und kam beruflich in die sächsische Landeshauptstadt Dresden, wo er Geschäftsführer wurde. Er wohnte im Stadtteil Lockwitz und schrieb vor allem Romane, meist unter Pseudonym, und wanderte 1956 mit seiner Familie in die USA aus.

## Werke (Auswahl)
- Ein Einziges Kind, Roman. Berlin 1937.
- Unter den Tuaregs, Roman. Hamburg-Altona 1938.
- Wie Hans Dummerjahn zu seiner Kathrin kam, Heiterer Roman. Hamburg-Altona 1940.
- Schicksal im Moor. Ein ergreifender Roman. Darmstadt 1953.
- Die Schönfeldtöchter. Ein fröhlicher Liebesroman. Darmstadt 1954.
- Reni findet ihren Weg. Bern 1955.